# 11061 Lagerlöf
11061 Lagerlöf eller 1991 RS40 är en asteroid i huvudbältet som upptäcktes den 10 september 1991 av den tyske astronomen Freimut Börngen vid Tautenburg-observatoriet. Den är uppkallad efter den svenska författarinnan och nobelpristagaren Selma Lagerlöf.